# Mistrzowie strongman: Finlandia
Mistrzowie strongman: Finlandia (fiński: Suomen Vahvin Mies) – doroczne, indywidualne zawody siłaczy, organizowane w Finlandii od 1987 r.

## Mistrzowie
| Rok  | Mistrz             |
| ---- | ------------------ |
| 1987 | Arto Lyytikäinen   |
| 1988 | Riku Kiri          |
| 1989 | Markku Suonenvirta |
| 1990 | Ilkka Nummisto     |
| 1991 | Ilkka Nummisto     |

| Rok  | Mistrz             | Wicemistrz         | Drugi Wicemistrz   |
| ---- | ------------------ | ------------------ | ------------------ |
| 1992 | Ilkka Nummisto     | Jukka Laine        | Marko Varalahti    |
| 1993 | Riku Kiri          | Marko Varalahti    | Jarmo Ruotsalainen |
| 1994 | Riku Kiri          | Harri Simonen      | Jorma Ojanaho      |
| 1995 | Marko Varalahti    | Sami Heinonen      | Jukka Laine        |
| 1996 | Jorma Ojanaho      | Jouko Ahola        | Marko Varalahti    |
| 1997 | Jouko Ahola        | Sami Heinonen      | Jorma Ojanaho      |
| 1998 | Janne Virtanen     | Matti Uppa         | Jukka Laine        |
| 1999 | Janne Virtanen     | Sami Heinonen      | Juha-Matti Räsänen |
| 2000 | Janne Virtanen     | Sami Heinonen      | Juha-Matti Räsänen |
| 2001 | Janne Virtanen     | Juha-Matti Räsänen | Pasi Paavisto      |
| 2002 | Juha-Matti Räsänen | Sami Heinonen      | Harri Simonen      |
| 2003 | Juha-Matti Räsänen | Esa Qvintus        | Tomi Lotta         |
| 2004 | Tomi Lotta         | Juha-Matti Räsänen | Jani Illikainen    |
| 2005 | Jani Illikainen    | Matti Uppa         | Juha-Pekka Aitala  |
| 2006 | Jani Illikainen    | Juha-Matti Räsänen | Esa Qvintus        |
| 2007 | Jani Illikainen    | Jani Kolehmainen   | Janne Hartikainen  |
| 2008 | Jani Illikainen    | Juha-Matti Järvi   | Ville Vihola       |
| 2009 | Ville Vihola       | Jani Kolehmainen   | Janne Hartikainen  |
| 2010 | Pedro Karlsson     | Jarno Jokinen      | Anti Mourujärvi    |
| 2011 | Jarno Jokinen      | Pedro Karlsson     |                    |
| 2012 | Jarno Jokinen      |                    |                    |
| 2013 | Janne Hartikainen  |                    |                    |